# George MacDonald
George MacDonald (Huntly, 10 de desembre de 1824 – Ashtead, 18 de setembre de 1905) va ser un escriptor, poeta i ministre cristià escocès. Va ser una de les figures pioneres en el gènere de la literatura fantàstica i mentor del també escriptor Lewis Carroll. Les seves obres han estat citades com una de les principals influències per molts dels autors més destacats d'aquest gènere, com ara W. H. Auden, C. S. Lewis, J. R. R. Tolkien, Walter de la Mare, E. Nesbit o Madeleine L'Engle. C. S. Lewis va escriure que considerava a MacDonald com el seu "mestre": "Agafant una còpia de Phantastes, un dia, en una parada de llibres d'una estació de tren, vaig començar a llegir. Poques hores després", segueix Lewis, "ja sabia que havia creuat una gran frontera." G. K. Chesterton cita The Princess and the Goblin com el llibre que havia "marcat la diferència de tota la meva existència".
Elizabeth Yates escrigué de Sir Gibbie, "em va moure tal com mouen els llibres quan, de petit, les grans portes de la literatura comencen a obrir-se i et trobes, per primera vegada, amb pensaments nobles."